# Sự nảy mầm

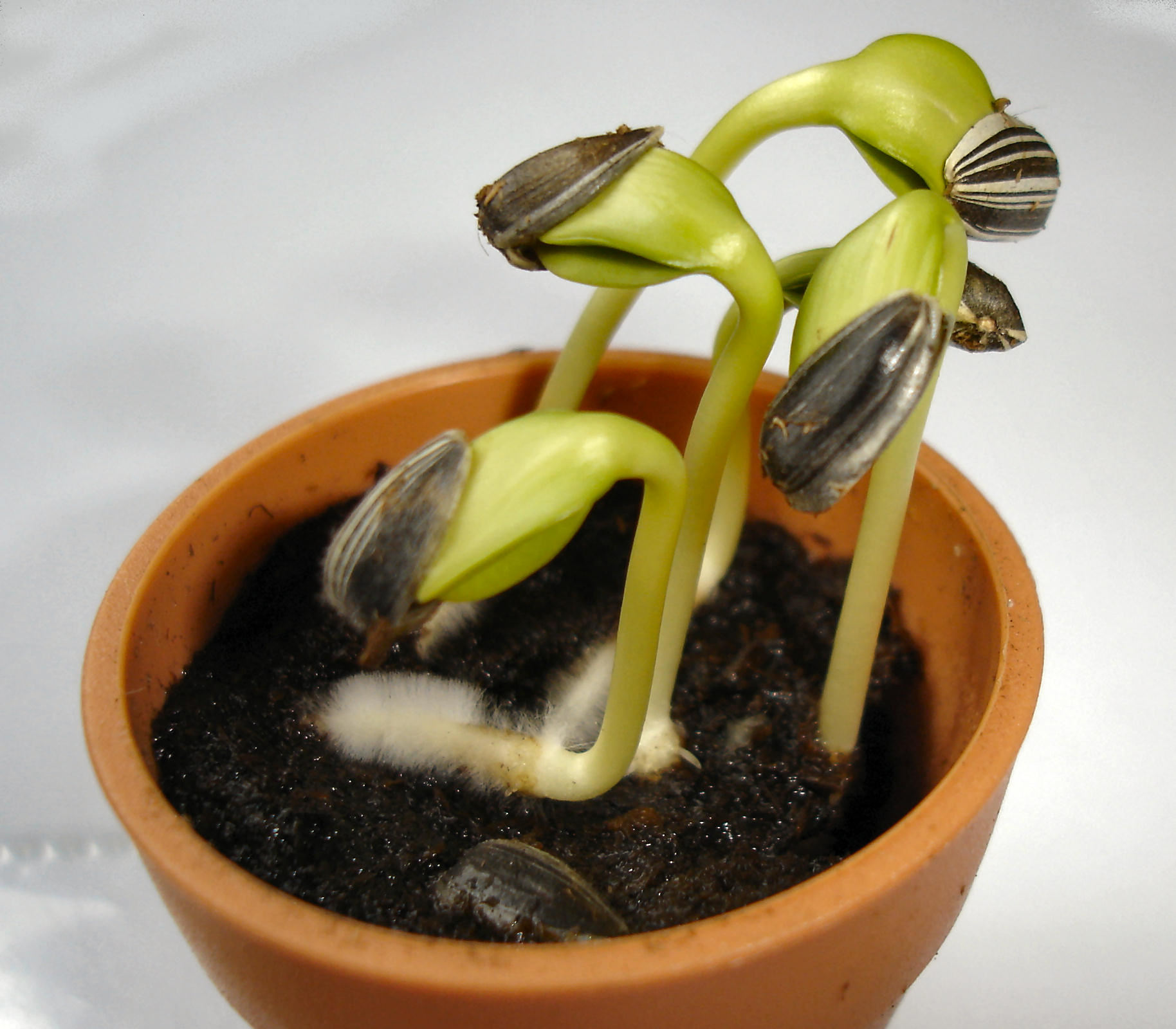
Cây hoa hướng dương con, ba ngày sau khi nảy mầm

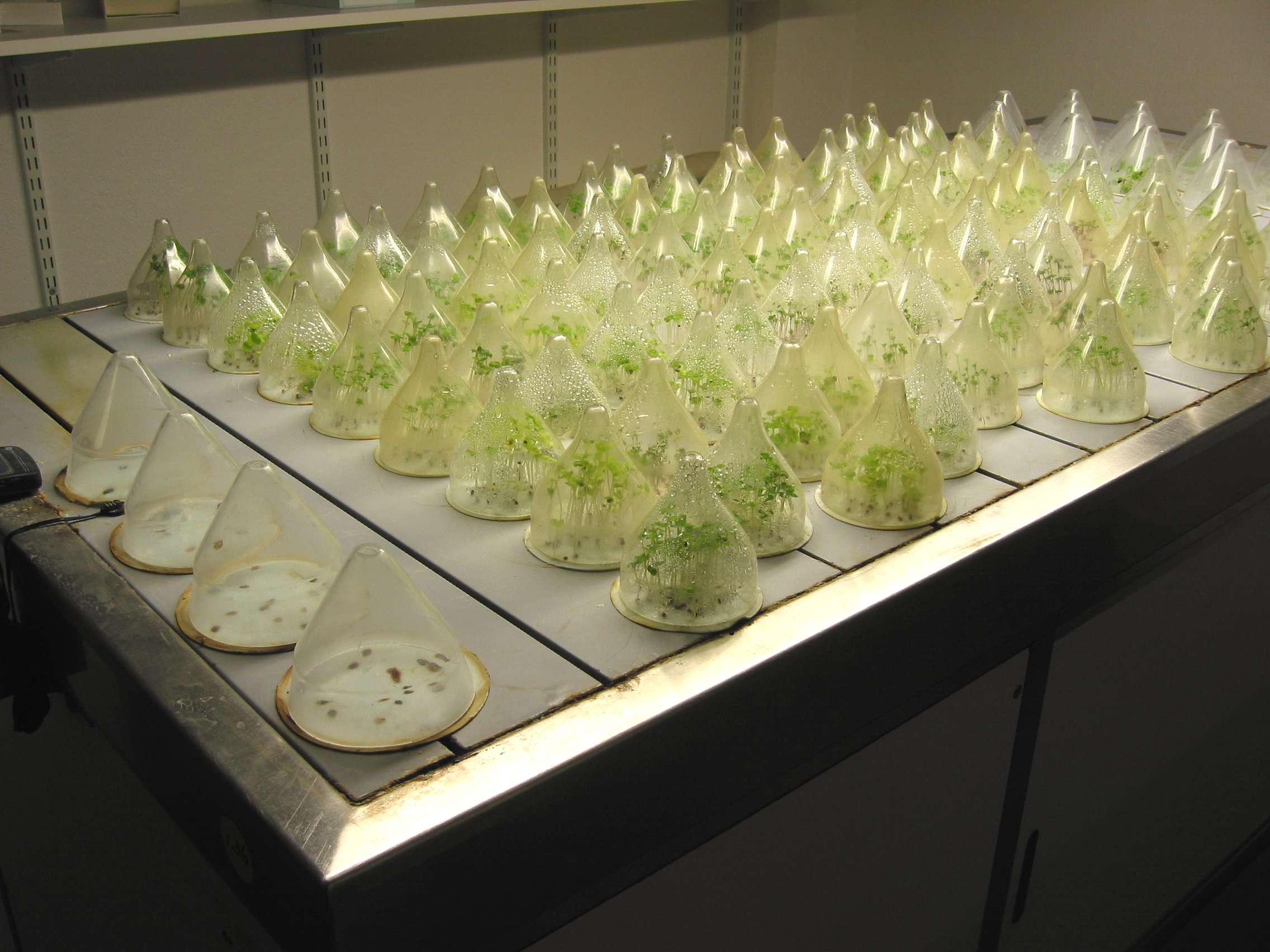
Thử nghiệm tỷ lệ nảy mầm

Sự nảy mầm là quá trình mà qua đó một cây phát triển từ một hạt giống. Ví dụ thường thấy nhất của sự nảy mầm là một mầm của cây con nhú ra từ hạt giống của cây hạt kín hay hạt trần. Tuy nhiên, sự phát triển của một bào tử con từ một bào tử, chẳng hạn như sự phát triển của sợi nấm từ bào tử nấm cũng là sự nảy mầm. Do đó, sự nảy mầm có thể được hiểu theo nghĩa chung là bất kỳ thứ gì trở nên lớn hơn từ một thực thể nhỏ hay một phần cơ thể sống, là một phương pháp thường hay được sử dụng trong nhiều dự án phát triển hạt giống.

## Sự nảy mầm hạt giống

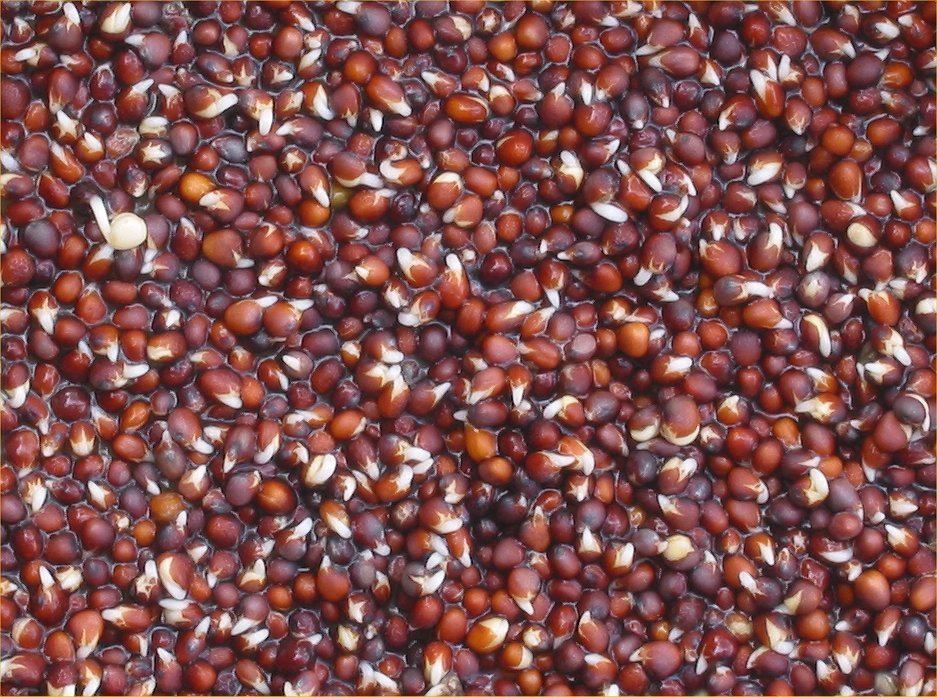
Hạt cải đang nảy mầm

Sự nảy mầm là sự phát triển của cây nằm bên trong một hạt giống; kết quả là sự hình thành cây con. Hạt giống của cây có mạch là một gói nhỏ được tạo thành bên trong quả hay quả hình nón sau khi tế bào mầm phôi đực và cái đã kết hợp. Tất cả những hạt giống đã phát triển hoàn toàn đều có chứa một phôi, và hầu hết ở các chủng loài cây thì đều kèm thêm nguồn "thức ăn" dự trữ; tất cả đều được bao trong một lớp áo hạt. Vài loài cây sinh ra một lượng hạt giống mà không có phôi; chúng được gọi là hạt lép  và không bao giờ nảy mầm. Những hạt giống tiềm sinh là hạt đã chín nhưng lại không nảy mầm bởi vì chúng phụ thuộc vào các điều kiện môi trường bên ngoài mà ngăn cản sự khởi đầu quá trình chuyển hóa và phát triển tế bào. Ở những điều kiện thích hợp, hạt giống bắt đầu nảy mầm và mô phôi phát triển, trở thành một cây con.
Sự nảy mầm hạt giống phụ thuộc vào cả điều kiện bên trong lẫn bên ngoài. Những nhân tố bên ngoài quan trọng nhất bao gồm nhiệt độ, nước, oxy, và đôi khi là ánh sáng hay bóng tối. Nhiều loài cây cần những điều kiện khác nhau để có thể nảy mầm hiệu quả. Điều này thường phụ thuộc vào sự đa dạng của hạt giống và có liên kết chặt chẽ với các điều kiện sinh thái tại nơi sống tự nhiên của cây. Với một số hạt giống, phản ứng của sự nảy mầm tương lai bị ảnh hưởng bởi những điều kiện môi trương trong suốt quá trình hình thành hạt giống; hầu hết những phản ứng này là những hình thức tiềm sinh.
- Nước rất cần thiết cho sự nảy mầm. Những hạt giống trưởng thành thường rất là khô và cần phải hấp thu một lượng nước đáng kể, tương đương với trọng lượng khô của hạt, trước khi sự chuyển hóa và phát triển tế bào có thể được phục hồi. Hầu hết hạt giống cần đủ lượng nước để làm ẩm chúng nhưng không làm đẫm nước. Sự hấp thu nước bởi hạt giống được gọi là sự hút hơi ẩm (imbibition), mà sẽ làm cho lớp áo hạt nở ra và vỡ đi. Khi hạt giống được hình thành, hầu hết các cây đều trữ một lượng "thức ăn" dự trữ với hạt giống, chẳng hạn như tinh bột, protein, hay dầu. Nguồn dự trữ này cung cấp đủ dưỡng chất để phôi phát triển. Khi hạt giống hấp thu hơi nước, các enzyme thủy phân được kích hoạt và sẽ chuyển nguồn dự trữ này thành các chất hữu ích.[2] Sau khi cây con xuất hiện từ lớp áo hạt và bắt đầu mọc rễ với lá, nguồn dự trữ thường sẽ cạn đi; và lúc này sự quang hợp sẽ cung cấp năng lượng cần thiết để cây con tiếp tục phát triển. Lúc này cây con sẽ cần một nguồn nước, dưỡng chất, và ánh sáng liên tục.
- Oxy rất cần thiết trong sự nảy mầm để cho sự chuyển hóa (trao đổi chất).[3] Oxy được sử dụng trong hô hấp hiếu khí, là nguồn năng lượng chính của cây con cho đến khi nó mọc lá.[2] Oxy là một loại khí trong bầu khí quyển, được tìm thấy trong các khoảng hở của đất trồng; nếu hạt bị chôn quá sâu dưới đất hay đất bị úng nước, hạt giống có thể bị thiếu oxy. Một số hạt giống có các lớp áo hạt không thẩm thấu được nên oxy không thể xâm nhập, gây nên sự tiềm sinh vật lý mà sẽ mất đi khi lớp áo hạt bị mòn đủ để hạt trao đổi khí và hấp thu nước từ môi trường.
- Nhiệt độ ảnh hưởng đến tốc độ chuyển hóa và phát triển tế bào. Hạt giống của các chủng loài khác nhau và kể cả từ cùng một cây sẽ nảy mầm ở nhiều nhiệt độ khác nhau. Hạt giống thường có một ngưỡng nhiệt độ mà chúng sẽ nảy mầm, và sẽ không nếu chúng nằm ở trên hay dưới ngưỡng đó. Nhiều hạt giống nảy mầm ở nhiệt độ cao hơn 60 – 75 độ F (16 – 24 độ C) một chút, trong khi những hạt khác nảy mầm ở nhiệt độ chỉ trên nhiệt độ đóng băng, và một số hạt chỉ nảy mầm khi phản ứng lại sự chuyển đổi trong nhiệt độ, giữa ấm và lạnh. Một số hạt giống nảy mầm khi đất lạnh (28-40 độ F – 2-4 độ C), và một số nảy mầm khi đất ấm (76-90 độ F – 24-32 độ C). Một số hạt thì cần tiếp xúc với nhiệt độ thấp (sự xuân hóa – vernalization) để phá vỡ trạng thái tiềm sinh. Một số hạt giống khi ở trong trạng thái tiềm sinh sẽ không nảy mầm kể cả khi các điều kiện đều thuận lợi. Hạt giống mà phụ thuộc vào nhiệt độ để kết thúc sự tiềm sinh thường là dạng tiềm sinh sinh lý. Ví dụ, hạt giống cần sự lạnh giá của mùa đông thì không thể nảy mầm cho đến khi chúng hấp thu nước vào mùa thu và trải qua nhiệt độ lạnh hơn. Bốn độ C là đủ lạnh để kết thúc sự tiềm sinh cho hầu hết các hạt giống tiềm sinh lạnh, nhưng ở một số nhóm cây, đặc biệt là trong họ Mao lương và các loài khác, chúng cần nhiệt độ thấp hơn âm 5 độ C. Một số hạt giống sẽ chỉ nảy mầm sau khi trải qua nhiệt độ cao trong suốt một trận cháy rừng mà sẽ làm nứt lớp áo hạt của chúng; dạng này là tiềm sinh vật lý.

Hầu hết các loại rau quả hàng năm thường gặp đều có nhiệt độ nảy mầm tối ưu giữa 75 – 90 độ F (24 – 32 độ C), dù nhiều loài (như cải củ hay rau chân vịt) có thể nảy mầm ở nhiệt độ thấp hơn đáng kể, ở 40 độ F (4 độ C), do đó cho phép chúng phát triển từ hạt ở những vùng khí hậu lạnh. Nhiệt độ cận tối ưu dẫn đến tỉ lệ này mầm thấp hơn và khoảng thời gian nảy mầm dài hơn.
- Ánh sáng hay bóng tối có thể là một sự kích hoạt của môi trường cho sự nảy mầm và nó là một dạng tiềm sinh sinh lý. Hầu hết hạt giống không bị ảnh hưởng bởi ánh sáng hay bóng tối, nhưng nhiều loại hạt, bao gồm của những loài mà được tìm thấy ở trong môi trường rừng, sẽ không nảy mầm cho đến khi một khoảng hở ở tầng tán chính xuất hiện cho phép một lượng ánh sáng vừa đủ để hạt phát triển thành cây con.[2]

Những vết rạch mô phỏng các quá trình tự nhiên sẽ làm yếu đi lớp áo hạt trước khi hạt có thể nảy mầm. Trong tự nhiên, một số hạt giống cần những điều kiện đặc thù để nảy mầm, chẳng hạt như nhiệt độ của một đám cháy (như nhiều loại thực vật bản địa ở Úc), hay nằm trong một khối nước rất lâu. Những hạt khác cần phải đi qua hệ tiêu hóa của động vật để làm mềm đi lớp áo hạt, đủ để cây con có thể phát triển.

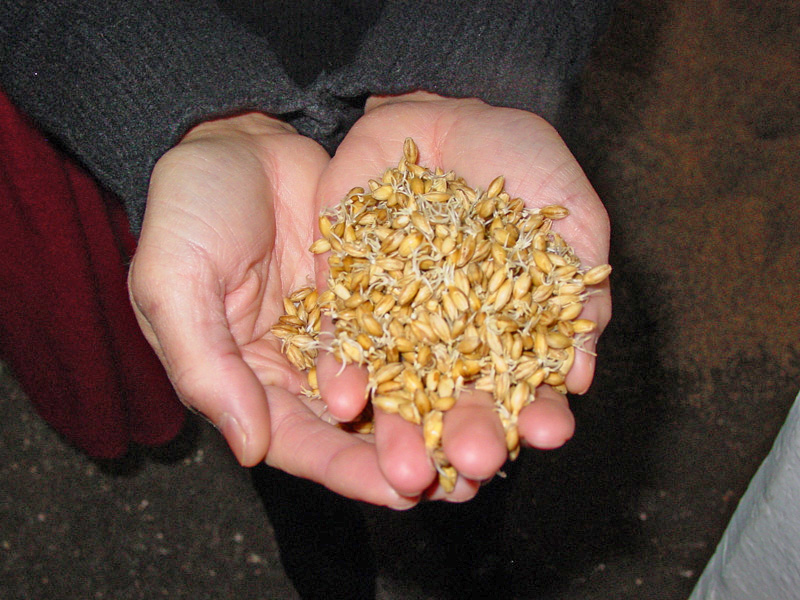
Hạt đại mạch đã nảy mầm

### Sự tiềmsinh
Một số hạt thuộc dạng tiềm sinh và cần nhiều thời gian hơn, và / hay cần phải chịu một số điều kiện môi trường đặc biệt trước khi chúng nảy mầm. Sự tiềm sinh của hạt có thể khởi nguồn ở nhiều bộ phận khác nhau, ví dụ như bên trong phôi; trong những trường hợp khác thì là lớp áo hạt. Phá vỡ sự tiềm sinh thường có liên quan đến những thay đổi ở các lớp màng, được bắt đầu bởi những dấu hiệu đặc biệt. Điều này thường chỉ xảy ra bên trong các hạt có nước. Những nhân tố ảnh hưởng đến sự tiềm sinh của hạt bao gồm sự hiện diện của những hormone thực vật nhất định, đáng chú ý là axít abscisic (ngăn cản sự nảy mầm) và gibberellin (kết thúc sự tiềm sinh). Trong quá trình ủ rượu, hạt đại mạch được xử lý với gibberellin để đảm bảo sự nảy mầm đồng nhất nhằm sản xuất mạch nha

### Sự hình thành cây con
Theo vài định nghĩa, sự xuất hiện của rễ mầm đánh dấu sự kết thúc của quá trình nảy mầm và bắt đầu "sự hình thành", một thời kỳ mà sẽ kết thúc khi cây con đã sử dụng hết nguồn dự trữ của bên trong hạt. Sự nảy mầm và sự hình thành ở cây là những giai đoạn rất quan trọng vì khi đó chúng rất dễ bị tổn thương, bệnh tật, và thiếu nước. Thông số so sánh sự nảy mầm có thể được sử dụng làm chỉ thị cho độ tổn hại thực vật trong đất trồng. Tỷ lệ chết giữa sự phân tán hạt và sự hoàn thành việc hình thành cây có thể rất cao nên nhiều loài đã thích nghi bằng cách sinh ra một lượng lớn hạt giống.

## Tỷ lệ nảy mầm và năng suất nảy mầm

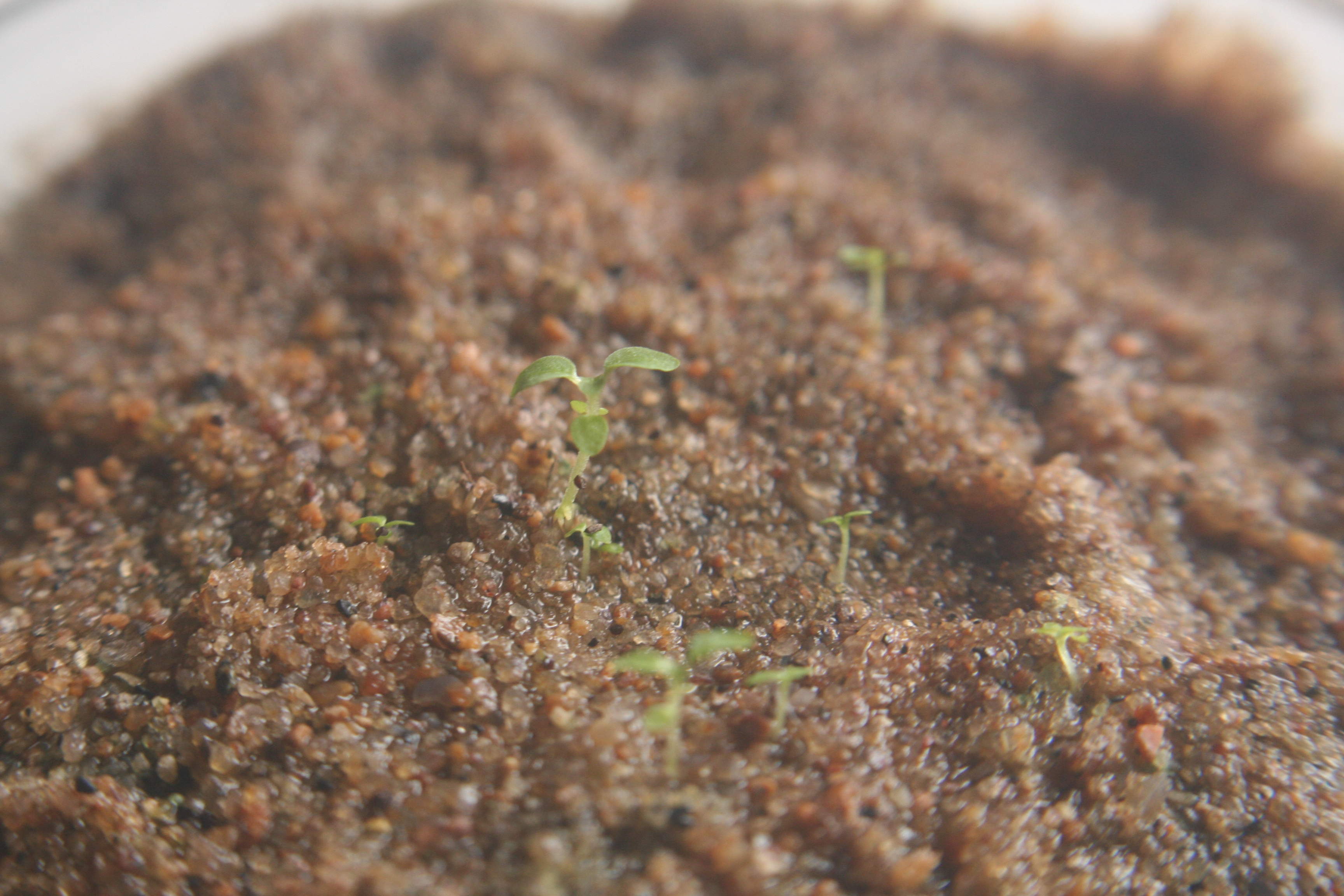
Cây bạch đàn con ba ngày sau khi gieo hạt

Trong nông nghiệp và làm vườn, tỷ lệ nảy mầm (germination rate) cho thấy có bao nhiêu hạt của một loài đặc thù mà có vẻ sẽ nảy mầm trong một khoảng thời gian đã cho. Nó là thước đo thời gian nảy mầm và thường được biểu diễn bằng phần trăm. Ví dụ: tỷ lệ nảy mầm là 85% thì có nghĩa là khoảng 85 trong 100 hạt sẽ có thể nảy mầm trong điều kiện thích hợp trong khoảng thời gian cho trước. Tỷ lệ nảy mầm rất hữu ích trong việc tính toán lượng hạt cần thiết với diện tích trồng cho trước hay số cây mong muốn. Với các nhà sinh lý học và các nhà khoa học về hạt, tỷ lệ nảy mầm là sự thuận nghịch của khoảng thời gian cần cho quá trình nảy mầm đến khi hoàn thành, bắt đầu từ lúc gieo hạt. Mặt khác, số lượng hạt có thể hoàn thành việc nảy mầm trong một tập hợp thì được xem là năng suất nảy mầm (germination capacity)

### Sự nảy mầm của cây hai lá mầm
Bộ phận của cây mà nhú ra đầu tiên từ hạt giống là rễ phôi, được gọi là "rễ mầm" hay rễ chính. Nó cho phép cây con có thể cắm xuống đất và bắt đầu hấp thụ nước. Sau khi rễ hấp thụ nước, chồi mầm sẽ nhú ra từ hạt. Chồi gồm ba bộ phận chính: lá mầm, trụ dưới lá mầm (hypototyl), và trụ trên lá mầm (epicotyl). Cách mà chồi nhú ra giữa các loài cây thi khác nhau.

#### Nảy mầm trên mặt đất
Khi nảy mầm trên mặt đất, trụ dưới lá mầm kéo dài ra và tạo thành một cái móc, kéo lá mầm và mô phân sinh ngọn lên mặt đất. Khi đã lên mặt đất, nó thẳng ra mà kéo lá mầm với ngọn chồi của cây non lên cao. Các loại đậu, me, và đu đủ là những ví dụ của kiểu nảy mầm này.

#### Nảy mầm dưới mặt đất
Sự nảy mầm cũng có thể xảy ra dưới mặt đất, nơi mà trụ trên lá mầm kéo dài ra và tạo thành một cái móc. Ở kiểu nảy mầm này, lá mầm vẫn ở dưới mặt đất và sau cùng bị phân hủy. Các loại hạt đậu Hà Lan, đậu lăng và xoài nảy mầm theo kiểu này.

### Sự nảy mầm của cây một lá mầm
Ở hạt giống của cây một lá mầm, rễ mầm của phôi và lá mầm được bao trong bao rễ mầm và lá bao mầm tương ứng. Bao rễ mầm là bộ phận đầu tiên nhú ra khỏi hạt, theo sau là rễ mầm. Lá bao mầm sau đó bị đẩy lên mặt đất. Khi đến mặt đất, nó không dài ra nữa và chiếc lá đầu tiên xuất hiện.

### Sự nảy mầm sớm
Nếu hạt giống nảy mầm mà không trải qua tất cả bốn giai đoạn của sự nảy mầm, như giai đoạn hình cầu, hình trái tim, hình ống và giai đoạn tạo lá mầm, thì nó được gọi là nảy mầm sớm.

## Sự nảy mầm của hạt phấn
Một hiện tượng nảy mầm khác trong suốt vòng đời của thực vật hạt trần và thực vật có hoa là sự nảy mầm của hạt phấn sau khi thụ phấn. Giống như hạt giống, hạt phấn cũng bị mất nước khá nhiều nhằm tiện lợi hơn khi được phát tán ra ngoài từ cây này sang cây khác. Chúng có một lớp "áo" bảo vệ cho vài tế bào (8 ở thực vật hạt trần, 2 – 3 ở thực vật có hoa). Một trong những tế bào này là tế bào ống. Một khi hạt phấn rơi trên đầu nhụy của hoa nhận phấn (hay quả hình nón cái ở thực vật hạt trần), nó sẽ hút nước và nảy mầm. Sự nảy mầm của hạt phấn được đẩy nhanh bởi nước trên đầu nhụy, cũng như bởi cấu trúc và sinh lý của đầu nhụy và vòi nhụy. Hạt phấn cũng có thể làm cho nảy mầm trong ống nghiệm (hoặc đĩa Petri).
Trong suốt quá trình nảy mầm, tế bào ống kéo dài và đi vào ống phấn. Ở trong bông hoa, ống phấn mọc về phía noãn, nơi mà nó sẽ giải phóng tinh trùng bên trong hạt phấn đề thụ phấn. Hạt phấn đã nảy mầm với hai tinh trùng của nó thì là thể giao tử đực của các cây này.

### Tính tự xung khắc
Vì hầu hết các cây đều có cả cơ quan sinh sản đực và cái ở hoa của chúng, sẽ có một rủi ro khá cao của việc tự thụ phấn và do đó xảy ra hiện tượng "đồng huyết". Một số cây sử dụng khả năng kiểm soát sự nảy mầm của hạt phấn nhằm ngăn cản việc tự thụ phấn này. Sự nảy mầm và phát triển của ống phấn có liên quan đến các tín hiệu phân tử giữa đầu nhụy và hạt phấn. Trong tính tự xung khắc ở thực vật, đầu nhụy của một số cây nhất định có thể nhận diện được hạt phấn về mặt phân tử từ cùng một cây và ngăn không cho nó nảy mầm.

## Sự nảy mầm bào tử
Sự nảy mầm cũng có thể nói đến sự xuất hiện của những tế bào từ những bào tử bất động (resting spore) và sự phát triển của sợi nấm ở bào tử con hay tản từ những bào tử ở nấm, tảo và vài loài thực vật khác.
Các bào tử hạt đính là những bào từ sinh sản vô tính (sinh sản mà không có sự kết hợp giao tử) của các loài nấm mà nảy mầm ở những điều kiện đặc biệt. Nhiều loại tế bào có thể được hình thành từ các bào tử hạt đính đang nảy mầm. Thường gặp nhất là các ống mầm mà mọc và phát triển thành sợi nấm. Một dạng tế bào khác là ống nối hạt đính; những ống này khác với ống mầm là chúng mỏng, ngắn hơn và thiếu các nhánh, thường được xác định là phát triển hướng về phía nhau. Mỗi tế bào là một dạng hình ống, nhưng ống nối hạt đính tạo thành một cầu nối cho phép sự kết hợp giữa các tế bào hạt đính.

### Dương xỉ và rêu
Ở những thực vật như rêu, dương xỉ, và một vài loài khác, bào tử nảy mầm thành thể giao tử độc lập. Ở các loài rêu (rêu và rêu tản), bào tử nảy mầm thành những sợi mềm, tương tự như sợi nấm, từ đó mà thể giao tử phát triển. Ở dương xỉ, thể giao tử là tản non (prothalli) nhỏ hình trái tim mà thường có thể được tìm thấy bên dưới một cây phát tán bào tử trưởng thành.